# Arcadia 2001
De Arcadia 2001 is een 8-bit spelcomputer van de tweede generatie van Emerson Radio Corporation en moest de Atari 2600 overschaduwen. De Arcadia 2001 werd vlak voor de introductie van de meer geavanceerde Atari 5200 en ColecoVision in 1982 op de markt gebracht en was vrijwel meteen een flop. De spelbibliotheek bestond uit 51 unieke spellen en ongeveer 10 spelvarianten. De grafische kwaliteiten waren vergelijkbaar met de Intellivision en Videopac G7000. Het systeem wordt beschouwd als een van de grootste spelcomputerflops aller tijden.

## Omschrijving
De Arcadia was oorspronkelijk bedoeld als een draagbare spelcomputer, en was dan ook veel kleiner dan concurrerende spelcomputers uit die tijd. Het systeem werd van stroom voorzien door een voeding van 12-volt en kon derhalve ook in een camper of boot gebruikt worden. Om gebruik te kunnen maken van deze draagbare eigenschap diende men wel te beschikken over een draagbare televisie, destijds een zeldzaamheid.
Het systeem was uitgerust met twee spelbesturingsapparaten die een sterke gelijkenis vertoonden met die van de Intellivision. Tevens zijn er minimaal drie afwijkende cartridgemodellen verschenen. Eén model heeft ongeveer hetzelfde formaat en uiterlijk als de Atari 2600-cartridges terwijl een ander model een sterke gelijkenis vertoond met de cartridges van Nintendo's NES. Een derde model cartridge, die geen enkele gelijkenis vertonen met de twee hierboven genoemde, zien eruit als goedkoopaandoende gepirateerde cartridges.

## Internationale Arcadia 2001-varianten
In tegenstelling tot andere spelcomputers werd de Arcadia 2001 door verschillende ondernemingen en onder verschillende namen verkocht.
| Naam                 | Land           | Fabrikant               |
| -------------------- | -------------- | ----------------------- |
| Advision Home Arcade | Frankrijk      | Advision                |
| Bandai Arcadia       | Japan          | Bandai                  |
| Hanimex Fever 1      | West-Duitsland | Hanimex                 |
| Hanimex HMG-2650     | West-Duitsland | Hanimex                 |
| Hanimex MPT-03       | Frankrijk?     | Hanimex                 |
| Intercord 2000XL     | West-Duitsland | ???                     |
| Leisure-Vision       | Canada         | Leisure-Dynamics        |
| Leonardo             | Italië         | GiG                     |
| Palladium            | West-Duitsland | Palladium?              |
| Prestige MPT-03      | Frankrijk      | ???                     |
| Rowntron MPT-03      | ??             | Rowntron?               |
| Schmidt TVG-2000     | West-Duitsland | Schmidt                 |
| Soundic MPT-03       | ??             | Soundic?                |
| Tele-Fever           | West-Duitsland | Tchibo                  |
| Tyrom                | ???            | Tyrom?                  |
| Tunix Home Arcade    | Nieuw-Zeeland  | Monaco Distributors Ltd |
| Video Master         | Nieuw-Zeeland  | Grand Stand             |

Voor elke Arcadia 2001-variant zijn een verschillend aantal spellen verschenen. Voor sommige, bijvoorbeeld de Schmidt, werden alle spellen uitgebracht terwijl voor andere varianten, bijvoorbeeld de Tele-Fever-variant slechts vier, een kleiner aantal spellen werden uitgebracht. De Palladium heeft een afwijkende cartridge-contactpuntenindeling maar beschikt wel over 4 extra toetsen per spelbesturingsapparaat.

## Technische specificaties
- Processor: Signetics 2650 met een kloksnelheid van 3.58 MHz
  - enkele klonen gebruiken echter een Signetics 2650A
- RAM: 512 bytes (originally promised 28k)
- ROM: niet aanwezig
- Videoweergave: 8 kleuren
- Videoprocessor: Signetics 2637
- Geluid: een kanaals "Beeper"
- Hardware Sprites: 4 onafhankelijke, eenkleurig
- Spelbesturingsapparaat: 2 x 2 richtingen
- Gamepad: 2 x 12 knoppen

Spelcomputers · Draagbare spelcomputers (Lijst van draagbare spelcomputers)